# Sloten (Olanda Settentrionale)
Sloten (anticamente: Slooten)  è un villaggio della provincia dell'Olanda Settentrionale (Noord-Holland), nel nord-ovest dei Paesi Bassi, situato nella regione dell'Amstelland . Dal punto di vista amministrativo, si tratta di un ex-comune, dal 1920 incorporato nella municipalità di Amsterdam  ed ora formalmente un wijk dello stadsdeel Nieuw-West.

## Geografia fisica

### Collocazione
Sloten si trova a circa 10 km a sud-ovest di Amsterdam.

## Storia
I primi insediamenti nella zona risalgono almeno al X secolo.
La località fu citata per la prima volta nel 1063, quando si parlò dell'esistenza di una cappella a Sloton sul Slotermeer.
Il villaggio rimase amministrativamente orientato verso Haarlem fino al 1529, anno in cui fu annesso da Rinaldo III di Brederode - insieme alle località di Sloterdijk, Osdorp e Vrije Geer - alla città di Amsterdam.
Nel 1840 il comune di Sloten contava 2.275 abitanti e 274 edifici abitativi.
Nel 1920, Sloten cessò di essere un comune indipendente e fu incorporato nella municipalità di Amsterdam.
Nel  1962, fu creato il consiglio di Sloten-Oud Osdorp.

## Sloten nell'arte
Sloten è raffigurata nei seguenti dipinti:
- Gezicht op de kerk van Sloten in de winter, met op het ijs schaatsers en kolfspelers, di Jan Abrahamsz, conservato nel Rijksmuseum di Amsterdam[3]